# Jean De Bie
Jean De Bie (Molenbeek-Saint-Jean, 9 de maig de 1892 - Brussel·les, 30 d'abril de 1961) fou un futbolista belga de la dècada de 1920.
Fou 37 cops internacional amb la selecció belga de futbol, amb la qual guanyà la medalla d'or als Jocs Olímpics de 1920 i disputà els Jocs de 1924 i 1928 i la Copa del Món de futbol de 1930. Pel que fa a clubs, defensà els colors del Royal Racing Club de Bruxelles.